# Vall del Shabele
La vall del Shebelle és un territori de Somàlia format per la conca del riu Shabele i territoris propers. Està formada pròpiament per les regions de Hiiraan, Shabeellaha Hoose i Shabeellaha Dhexe, però s'aplica més comunament només a aquestes dues darreres, a les parts del riu que estan seques quan no és el temps de pluges.
Les ciutats principals són Beledweyne, Jowhar i Afgooye però moltes altres es troben a la vora del riu. El clan principal és el dels hawiye als nord i els rahanweyn al sud.
Aquesta regió vivia de les pastures i el comerç amb els ports de la costa. La lluita contra l'esclavatge va portar el 1890 a l'anomenada revolta de Gosha, dirigida per Nassib Bunto i organitzada pels esclaus que havien escapat dels seus amos italians o somalis (els "abans") i havien estat acollits en un centre per Bunto. Van lluitar contra els italians i van retardar la seva penetració fins al 1907. Bunto fou penjat el 1907. Aquesta revolta no va tenir relació amb la revolta dels benadirís (1888-1910), l'origen de la qual era protegir el comerç de la costa amb l'interior, causat pel bloqueig italià dels ports per als clans somalis. No fou fins al 1905 quan els italians van iniciar a administrar territoris al sud de la vall del Shabele, terres fins llavors concedides a dues companyies: La Compagnia Filonardi (1893-1896) i la Compangnia di Benadir (1896-1905) que havien introduït taxes i duanes a les que la població era hostil; les companyies també van introduir el treball forçat i es va permetre l'esclavatge a les noves plantacions, augmentant la resistència iniciada el 1890.
Les comunitats religioses jugaven un paper destacat en l'oposició al colonialisme. Els seus centres eren llocs segurs pels que escapaven dels treballs forçats a les plantacions o a les obres públiques. El governador Riveri (1920-1923) en un informe del 1921 ja indicava que l'extensió de les comunitats era preocupant, ja que cada cop tenien més adherents de la regió de la vall.
L'octubre de 1923 De Vecchi di Val Cismon va esdevenir el primer governador feixista de Somàlia Italiana i va ordenar la confiscació de les armes que estaven en poder dels clans després de la I Guerra Mundial (uns 16000 rifles). El març de 1924 el cap regional xeic Hassan Barsane, va dirigir l'anomenada Revolta de Barsane: una assemblea de clans (una shir) va denunciar l'orde del governador. Finalment els italians van poder detenir a Barsane el 4 d'abril i la revolta es va acabar. Barsane fou condemnat a mort però la pena li fou commutada per cadena perpètua i va morir a la presó el 1929.
Però la rebel·lia va continuar als establiments religiosos que al segle xix havien sorgit com a bolets per tota la vall. El 1923 el sufí Baraki va unir diversos establiments com Buulo Mareerto, Golwiing, Muki Dumis i altres del Baix Shabele i va establir els seus quarters a Barawa lloc de naixement del xeic Aways Qakir, el fundador del moviment (que després fou executat el 1909); les seves activitats no van passar desapercebudes pels italians i el 1924 el xeic va haver de fugir cap a l'Alt Juba on es va unir al moviment religiós del xarif Alyow al-Sarmani i van establir un programa per lluitar contra el tribalisme, establir l'harmonia entre la comunitat musulmana (ikhwan), lluitar contra els caps al servei dels italians, establir llocs per protegir als musulmans dels atacs italians i promoure l'entrenament i l'ensenyament. Un temps després Baraki va retornar al Baix Shabele i va establir una comunitat anomenada Dai Dai (després coneguda com a Jama'a Dai Dai) prop de Jidu. Alyow hi va donar suport i va fundar una comunitat a Qorile (després coneguda con Buulo Ashraf) prop de Dai Dai. Finalment els dos moviments es van unir i van rebre el suport del santó xeix Murjan del Baix Juba. Els italians van iniciar negociacions per la dissolució pacifica del moviment que no van reeixir i el 20 d'octubre de 1924 forces indígenes (zaptie) es van presentar a Dai Dai, però foren rebutjats amb morts i ferits. Baraki va proclamar la guerra santa. El novembre de 1924 els italians van enviar homes ben armats i els combatents, que només tenien arcs i fletxes van ser sotmesos aviat. Altres xeics rebels també foren reprimits. Baraki va morir en lluita el 1925.
Després d'això, a la meitat dels anys vint, va sorgir un moviment filantròpic anomenat al-Jam’iyyah al-Khayriyyah al-Wataniyyah (Organització Nacional de la Benevolència) que dos anys després de la II Guerra Mundial, el 1947, va esdevenir el partit polític Hizbia Dighil-Mirifle (HDM) (Partit Digil i Mirifle); el 1957 va canviar el seu nom a Hizbia Dastur Mustaqil al-Sumal (HDMS) (Partit Somali Independent Constitucional) que fou el principal partit d'oposició al país en contra de la Lliga de la Joventut Somali, afavorida primer pels britànics (1942-1950) i després pels italians (1951); es pronunciava per un estat federal per impedir el domini de l'estat per un clan més poderós que un altre. La Lliga va rebutjar el 1956 un cens per impedir que els rahanweyn (digil i mirifle) resultessin ser un nombre més gran que el clan darod que es proclamava majoritari. En les eleccions els rahanweyn van obtenir 20 escons, però cap cartera ministerial que van passar als hawiye (3), darod (2) i dir (1). El HDMS va boicotejar les eleccions de 1959. Fins a la independència els rahanweyn tenien garantit un terç dels escons (un altre terç els darod i el darrer els hawiye); després de la independència els clans del nord aportaven majoria als darods i hawiye. La llengua af mai, parlada al sud, fou suprimida als mitjans de comunicació en favor del af maha, parlada al nord i a Somalilàndia (abans Somàlia Britànica).
El rahanweyn van ser hostils a tots els governs, de majoria darod, que des del 1964 van comptar amb el suport dels issaq. Després del cop d'estat cap comunista del 1969 dirigit per Siad Barre, cap rahanweyn va participar en el govern o més tard a la direcció del Partit Socialista Revolucionari Somali quan es va formar el 1976. El govern va decidir un repoblament el 1973-1974 pel qual uns cent mil pastors dels nord foren establerts a les valls del Shabele i del Juba, als llocs més fèrtils, Kurtunwarey, Sablale, Dujuma. Les lleis de cooperatives (llei 70 de 1973 i 73 de 1975) van posar en mans de l'estat moltes de les terres de la vall. El gener del 1991 Siad Barre va fugir del país i la vall fou dominada pel Moviment Democràtic Somali, dels rahanweyn, i per l'Aliança Nacional Somali, del clan habar gedir; aquestos es van imposar finalment sota la direcció de Muhammad Fara Hassan, àlies Aydid. La seva mort el juny del 1996 no va canviar gaire la situació doncs el va succeir el seu fill.
La regió de la Vall del Shabele va establir una administració regional a la conferència de Bonka del 7 a l'11 de març de 1993. El febrer de 1995 es va celebrar a Baidoa un congrés dels digil i mirifle que va acabar el 19 de març i en el que van participar els caps tradicionals (sultans i malaqs), caps de clans, líders religiosos, homes de negocis, caps de milícies. Es van elegir consells per formar un Estat dels Rius amb l'Alt Juba, Baix Juba i Banadir amb un consell suprem de 175 membres dirigit per Hassan Sheikh Ibrahim ‘Hassey’ i un consell Suprem Tradicional de 51 membres, presidit per Haji Mukhtar Malaaq Hassan. El 1995 Aydid controlava la vall del Shabele i el general Morgan la vall del Juba; Aydid va ocupar Baidoa i va posar fi a l'experiència autonomista (setembre de 1995); els oficials que van poder fugir van formar l'Exèrcit de Resistència Rahanweyn o Reewin (Reewin o Rahanweyn Resistance Army, RRA), i van iniciar els atacs molt poc després (octubre de 1995) sota la direcció del coronel Hassan Mohamed Nuur ‘Shargaduud', All Mohamed Marguus, Mohamud Mohamed Ahmed ‘Boonow’ i Sayyid Ahmed.
El 2006 la vall va passar a mans de la Unió de Corts Islàmiques de Somàlia però en foren expulsats pels etíops (desembre de 2006). A partir de la segona meitat del 2007 i la primera meitat del 2008, els islamistes van dominar altre cop el nord, mentre diversos clans i les milícies islamistes es disputaven el sud.